# Aspromonte
Aspromonte (Munții Așpri) este un masiv muntos din regiunea Calabria în Apeninii de Sud, poalele masivului fiind aproape de Marea Ionică și Marea Tireniană. Munții au în general o structură petrografică constituită din granit care este modelat de acțiunea de sedimentare realizată de mare. Aspromonte are o serie de formațiuni stâncoase bizare, masiv brăzdat de văi înguste stâncoase care vara sunt  secate. Cel mai înalt vârf al munților Aspromonte este Montalto cu altitudinea de 1955 m deasupra n.m.. Munții se află în  Parcul Național Aspromonte care se întinde pe o suprafață de 80 000 ha. Vegetația regiunii constă din măslini, portocali, culturi de bergamon și macchia. În regiunile cu o altitudine medie cresc păduri de stejar și castan, în regiunile mai înalte cresc pini, molizi și brazi. Fauna regiunii este reprezentă de pisica sălbatică, lupi, și vulturi (Aquila fasciata). La altitudinea de 1600 m deasupra n.m. se află localitatea balneo-climaterică Gambàrie care aparține orașului Santo Stefano in Aspromonte și unde se pot practica și sporturile de iarnă. La sud de Aspromonte se vorbește un dialect greco-calabrez.